# La Estación Complejo Deportivo de Seúl

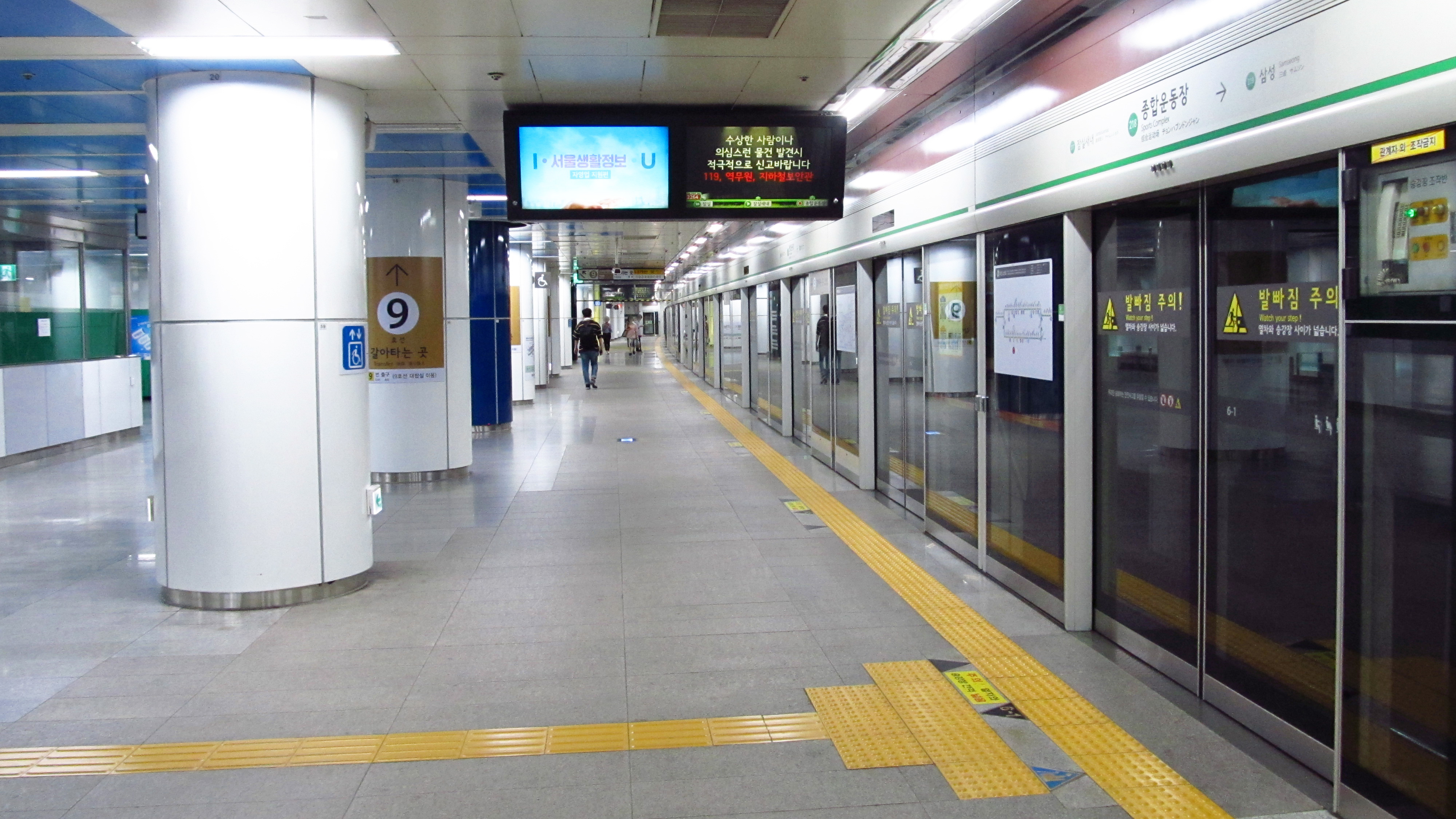
Andén de La Estación Complejo Deportivo de Seúl

La Estación Complejo Deportivo(Jonghapundongjang-yeok) es una estación de la Línea2 del Metro Seúl y está localizada en Songpa-gu, Seúl. Como su nombre indica, El Estadio Olímpico de Jamsil está cercano a la estación.
En el futuro, La estación será de transferencia entre Línea2 and Línea9 de Metro Seúl.

## Historia
- 31 Oct 1980: La apertura de la estación.